# Agrionoptera yapensis
Agrionoptera yapensis är en trollsländeart som beskrevs av Maurits Anne Lieftinck 1962. Agrionoptera yapensis ingår i släktet Agrionoptera och familjen segeltrollsländor. Inga underarter finns listade i Catalogue of Life.